# پلی‌پپتید پانکراسی
پلی‌پپتید پانکراسی (به انگلیسی: Pancreatic polypeptide) پلی‌پپتیدی است که از سلولهای PP بخش درونریز لوزالمعده ترشح میشود و ۳۶ اسیدآمینه دارد. سلولهای  گاما یا PP بین سه تا پنج درصد سلولهای جزایر لانگرهانس هستند.

## کارکرد
پلی‌پپتید پانکراسی نوعی عامل خودتنظیمی است و رهاسازی سایر ترشحات درونریز و برونریز لوزالمعده را کنترل میکند ، همچنین بر سطح گلیکوژن کبدی و ترشحات معده ای روده ای مؤثر است. سطح پی. پی خون پس از غذا خوردن افزایش می‌یابد. امکان دارد با افزایش سن و در اثر ابتلا به برخی بیماری‌ها مانند دیابت و سرطان لوزالمعده هم میزان پی. پی خون بیشتر شود.